# Флаг Пары
Флаг бразильского штата Пара представляет собой прямоугольное полотнище красного цвета, по диагонали которого проходит белая полоса, в центре этой полосы расположена синяя пятиконечная звезда.

## История
Флаг штата Пара был учреждён законодательной ассамблеей штата 3 июня 1890 года.

## Символика
Красный цвет означает силу крови, которая течёт в венах жителей штата, белый символизирует зодиакальные созвездия. Звезда в центре флага относится к созвездию Девы.